# كولي (فلم هندي 1983)
كولي (بالهندية: कुली) (بالأردية: قُلى) (بالإنجليزية: Coolie) بالعربية معناه الحمال أو العتال أو الشيال هو فيلم أكشن كوميدي هندي عام 1983، من إخراج منموهان ديساي وتأليف قادر خان. الفيلم من بطولة أميتاب باتشان في دور إقبال أسلم خان، عامل السكك الحديدية، الذي انفصل عن والدته سلمى (وحيدة رحمن) بسبب هوس ظفر (قادر خان) بها. هذا الهوس يسبب تدمير عائلتها وانهيارها العقلي. بعد سنوات، يجمع القدر ابنيها إقبال وساني (ريشي كابور) وينطلقان لإنقاذ سلمى من أسر ظفر. كما قام ببطولته راتي أغنيهوتري وشوما أناند وسوريش أوبيروي وبونيت إيسار.
صدر الفيلم في 2 ديسمبر 1983 وأصبح الفيلم الأكثر ربحًا لهذا العام. لقد حققت 180 مليون روبية هندية (3٫0 مليون دولار أمريكي) من إجمالي الإيرادات. لقد حققت أكثر من 10 مليون روبية هندية (170٬000 دولار أمريكي) لكل منطقة، وهو إنجاز نادر في ذلك الوقت وكان نجاحًا كبيرًا.
يشتهر الفيلم أيضًا بمشهد قتال مع النجم المشارك بونيت إيسار، حيث تعرض باتشان لإصابة شبه مميتة بسبب قفزة خاطئة. في المقطع الأخير من الفيلم، تم تجميد مشهد القتال الذي أصيب خلاله وتظهر رسالة تشير إلى أن المشهد هو الذي أصيب فيه. أظهر النص الأصلي أن باتشان يموت بعد أن أطلق قادر خان النار عليه. لكن لاحقًا، بعد حلقة الإصابة والتعافي، اعتقد ديساي أن هذا سيكون له تأثير سلبي على الفيلم بالإضافة إلى شعور سيء لدى الجمهور، فقرر تغيير النهاية. النهاية المعدلة تجعل البطل يتعافى بعد عمليته.

## القصة
عاشت سلمى سعيدة مع زوجها أسلم وابنها إقبال حتى تم إطلاق سراح ظفر خان من السجن. غاضبًا من أن المرأة قررت الزواج في غيابه، يقتل والدها. ثم يذهب إلى السد الذي يعمل فيه زوج سلمى ويحدث تخريبًا، مما أدى إلى كسر رأس أسلم وسقوطه في الماء فاقدًا للوعي. وعندما تغمر المياه المنطقة المحيطة، تصاب سلمى أيضًا وتفقد ذاكرتها. يقرر ظفر الاستفادة من ذلك ويعطيها زوجة له. ولمنعها من البحث عن ابنها المفقود، أحضر لها طفلاً من دار أيتام قريبة.
يعود إقبال إلى المنزل الفارغ بمفرده، حيث يستقبله صديق العائلة ناتو، الذي فقد زوجته وابنه خلال الكارثة. قررا المضي قدمًا كعائلة، وحصل كلاهما على وظيفة حمالين في المحطة. وهناك يلتقي إقبال بوالدته لكنها لم تتعرف عليه. يرسل ظفار رجلاً للتخلص من الصبي، وأثناء حماية الصبي يفقد ناتو يده.
وبعد سنوات، لا يزال إقبال الناضج يعمل في المحطة. يتدخل عندما يضرب فيكي بوري أحد الحمالين لأنه أسقط سلة تحتوي على كلب عندما عضه. وبما أن فيكي هو ابن المصرفي أوم بوري، فإن الشرطة تعتقل إقبال فقط. رداً على ذلك، توقف الحمالون الباقون عن العمل ثم استلقوا على القضبان لجذب انتباه الوزير. ونتيجة لذلك، أطلق سراح الشاب.
أثناء محاولته كسب المال عن طريق إحضار الفتاة الهاربة ديبا إلى المنزل، يقابل إقبال المراسلة ساني. اتضح أن ساني وديبا كانا متفقين منذ فترة طويلة ويقومان بتقسيم الأموال المستلمة من والد ديبا إلى النصف. ينضم إقبال إلى الثنائي، ولكن سرعان ما يتم إحباط خطتهما عندما يقرر والد الفتاة تزويجها لأحد المكتشفين بدلاً من المبلغ الموعود.
وسرعان ما تستمر المواجهة بين عائلة بوري والحمالين. ومن أجل الاستيلاء على الأرض التي تقع عليها منازل الحمالين، استحوذ السيد بوري على البنك الذي يسددون من خلاله القرض ويلغي جميع مدفوعاتهم. ردًا على ذلك، قام الحمالون بتعطيل خطوبة فيكي مع جولي، التي كان من المفترض أن تجلب له مهرًا كبيرًا. إقبال، الذي أحب الفتاة منذ فترة طويلة، يأخذها إلى منزله. كانت جولي غاضبة في البداية من الرجل، لكنها وقعت في حبه تدريجيًا وترفض الزواج من فيكي.
تساعد ساني في الكشف عن عمليات الاحتيال في بنك بوري. ويتبين أنه هو نفس اليتيم الذي تعتبره سلمى ابنها. عندما رأى إقبال صورتها بين أغراضه، هرع إلى منزله، لكن والدته ما زالت لا تتعرف عليه. رجال ظفر، المتنكرون في زي رجال الشرطة، كادوا يقتلون إقبال. في هذه الأثناء، يأخذ ظفر سلمى بنفسه إلى طبيب نفسي ليقوم بصدمتها الكهربائية حتى لا تعود ذاكرتها أبدًا. ساني يهدد بنشر كل جرائم ظفر في الصحف في اليوم التالي إذا لم يعيد سلمى إليه. لكنه قام بحادث سيارة وانتهى الأمر بالمراسل في المستشفى.
تبين أن والد إقبال أسلم على قيد الحياة. لقد أمضى كل هذه السنوات في السجن بتهمة قتل والد جولي. وعندما يتم إطلاق سراحه، تخطط الفتاة لقتله عند قبر والده. ومع ذلك، فقد أحبطت خطتها وتعلمت حقيقة أن القتلة الحقيقيين لوالدها هما ظفر خان وأوم بوري. بعد أن أدركوا أن جولي أصبحت الآن ضدهم، قرر الأشرار اتخاذ الخطوة الأخيرة - وهي قتل إقبال. سلمى، التي سمعت حديثهما، تغطي ابنها بنفسها في اللحظة الأخيرة وتجد نفسها على وشك الموت. للصلاة من أجل خلاصها، يخطط إقبال لمواصلة الحج، لكن لا يُسمح له بالصعود على متن السفينة لأنه ليس لديه شهادة صحية. ثم يعطي تذكرته لحاج آخر دون أن يعرف فيه أباه أسلم.
تتعافى سلمى، لكن كبد ساني يبدأ بالفشل بسبب الإفراط في تناول الكحول. يرفض ظفار مساعدته في إجراء العملية، ويعلم الشاب أنه في الواقع يتيم من دار للأيتام. في حالة من اليأس، يبدأ "ساني" في شرب المزيد، بينما يحاول "إقبال" التفاهم معه وإرساله إلى المستشفى. بمساعدته، تتعرف ناتو على ساني باعتباره ابنها المفقود بواسطة وحمة على قدمه وتوافق على أن تصبح متبرعًا.
تعود سلمى إلى رشدها وتتذكر عائلتها. وفي نقاش عام، يحاول ظفر إجبار إقبال على التراجع من خلال التهديد بقتل والده. لكن سلمى تتدخل وتخبر الجميع عن فظائعه. تم لم شمل الأسرة. يحاول بوري إطلاق النار على أسلم، لكن ناتو يغطيه بنفسه. يركب الأشرار السيارة ويبتعدون ويأخذون سلمى معهم. لإيقافهم، يقفز إقبال وساني على سطح السيارة. تحاول فيكي التخلص منهم، وتسقط هي وساني معًا تحت شاحنة عابرة، لكن ساني تمكنت من الابتعاد عن الطريق في اللحظة الأخيرة. تصطدم السيارة بعتبة مسجد حاجي علي دراغا، ويركض ظفر هناك مع سلمى. أطلق النار على إقبال عدة مرات في صدره، لكنه محمي بـ آثار مقدسة سقط على صدره. وعندما وصل إلى ظفر، ألقى به من المئذنة وسقط في حضن أمه منهكًا من جراحه. يخضع لعملية جراحية طارئة ووالديه يصلون من أجل شفائه. وفي المشهد الأخير يخرج البطل إلى شرفة المستشفى ليُظهر لجميع الحمالين المتجمعين بالقرب من المبنى أنه بخير.

## الممثلون
- أميتاب باتشان في دور إقبال خان
- ريشي كابور في دور ساني خان
- راتي أجنيهورتي في دور جولي دي كوستا
- شوما أناند في دور ديبا ينجار
- قادر خان في دور ظفر خان
- وحيدة رحمن في دور سلمى خان
- بونيت إيسار في دور بوب
- ساتيندرا كابور في دور أسلم خان (والد إقبال)
- سوريش اوبراي في دور فيكي بوري
- أوم شيفبوري في دور أوم بوري
- نيلو فول في دور ناثو
- موكري بدور والد ديبا
- تون تون بدور أم لسبعة أطفال
- جوجا كابور في دور جوجا
- أمريش بوري بدور جون دي كوستا (والد جولي)
- بالو (النسر الأليف) مثل الله راكا

تم استخدام شابير كومار لأول مرة لتوفير التشغيل لأميتاب باتشان.

## إنتاج
تمت كتابة السيناريو بواسطة قادر خان، الذي يلعب أيضًا دور خصم الفيلم. بالإضافة إلى قيام باتشان بدور بطل الرواية المسلم، قام خان بدمج عناصر من التصوف الإسلامي في النص، بما في ذلك الزخارف والمراجع الصوفية المختلفة.
قبل بدء الفيلم، طلب باتشان من الممثل الأسطوري الكانادي راجكومار أن يقوم بدور ثانوي في الفيلم. كان هناك احترام متبادل بين أميتاب وراجكومار وكانا معجبين ببعضهما البعض.

## حادث أثناء التصوير
أصبح الفيلم مشهورًا حتى قبل صدوره عندما أصيب أميتاب باتشان بجروح خطيرة في 26 يوليو 1982 في الأمعاء أثناء تصوير مشهد قتال مع النجم المشارك بونيت إيسار في حرم جامعة بنغالور، الأمر الذي كاد أن يكلفه حياته.
في مشهد القتال، كان من المفترض أن يسقط باتشان على الطاولة لكنه أخطأ في توقيت قفزته. وأدى ذلك إلى إصابة داخلية في البطن. تم نقله إلى مستشفى في مومباي، حيث دخل، بحسب الممثل، في "حالة تشبه الضباب والغيبوبة"، وكان "ميتًا سريريًا لبضع دقائق".
وأثناء وجوده في المستشفى، وردت أنباء عن حداد واسع النطاق، وأدى العديد من الهنود الصلوات في البلاد وخارجها. وبحسب التقارير، ألغى راجيف غاندي رحلة إلى الولايات المتحدة ليكون معه.
وتلقى باتشان 60 زجاجة دم من 200 متبرع، أحدهم كان يحمل فيروس التهاب الكبد ب. وتعافى باتشان من الحادث لكنه اكتشف في عام 2000 أن الفيروس أدى إلى تشمع الكبد، مما أدى إلى تلف حوالي 75% من كبده. تحدث باتشان لاحقًا عن تجربته في رفع مستوى الوعي حول لقاح التهاب الكبد ب.
على الرغم من إصابته الخطيرة، تعافى باتشان بشكل ملحوظ واستأنف إطلاق النار في 7 يناير 1983. في المقطع الأخير من الفيلم، تم تجميد مشهد القتال الذي أصيب خلاله وتظهر رسالة تشير إلى أن المشهد هو الذي أصيب فيه. مانموهان ديساي فعل هذا بناءً على رغبة أميتاب.
بسبب إصابة باتشان، تم تغيير النهاية أيضًا. أظهر النص الأصلي وفاة أميتاب بعد أن أطلق عليه قادر خان النار. لكن لاحقًا، بعد حلقة الإصابة والتعافي، قرر منموهان ديساي تغيير النهاية، معتقدًا أن هذا سيكون له تأثير سلبي على الفيلم بالإضافة إلى شعور سيء لدى الجمهور. النهاية المعدلة تجعل البطل يتعافى بعد عمليته.

## الموسيقى التصويرية
ألفت الموسيقى لاكسميكانت–بياريلال وكتبت كلمات الأغاني أناند باكشي. وضع مانموهان ديساي شابير كومار كمغني لأغاني متعددة في الموسيقى التصويرية بسبب حقيقة أن صوته بدا مثل صوت محمد رفيع، الذي أعجب مانموهان كمغني.
| #  | عنوان                                                              | المدة |
| -- | ------------------------------------------------------------------ | ----- |
| 1. | "Mujhe Peene Ka Shauk Nahin (أنا لا أحب الشرب)"                    | 06:21 |
| 2. | "Jawani Ke Rail Kahin (قطارات الشباب في مكان ما)"                  | 04:33 |
| 3. | "Lambuji Tinguji (أيها الطويل أيها القصير)"                        | 06:03 |
| 4. | "Sari Duniya Ka Bojh Hum Uthate Hai (نحن نرفع الأثقال العالم كله)" | 05:55 |
| 5. | "Hum ka Ishq Hua (لقد وقعنا في الحب)"                              | 05:30 |
| 6. | "Accident Ho Gaya (لقد وقع حادث)"                                  | 06:13 |
| 7. | "Mubarak Ho Tumko Haj Ka Mahina (شهر الحج مبارك عليكم)"            | 06:37 |
| 8. | "Ye Gaye Woh Gaye (هؤلاء ذهبوا وهؤلاء ذهبوا)"                      | 03:05 |

## شباك التذاكر
لقد كان فيلم بوليوود الأعلى ربحًا لعام 1983، حيث بلغ إجمالي الإيرادات 180 مليون روبية هندية (3٫0 مليون دولار أمريكي). تم إعلانه "حقق نجاحًا كبيرًا" بواسطة Boxoffice India في عام 2009 حقق الفيلم أكثر من 10 مليون روبية هندية (170٬000 دولار أمريكي) لكل منطقة، وهو إنجاز نادر في ذلك الوقت وحقق نجاحًا كبيرًا. في عام 1984، قدر أن الفيلم قد باع 70 نسخة مليون تذكرة.

## روابط خارجية
- كولي على موقع IMDb (الإنجليزية)
- كولي على موقع روتن توميتوز (الإنجليزية)
- كولي على موقع قاعدة بيانات الأفلام العربية
- كولي على موقع قاعدة بيانات الفيلم (الإنجليزية)
- كولي على موقع ليتربوكسد (الإنجليزية)
- كولي على موقع كينوبويسك (الروسية)